# Rock Witchu Tour
De Rock Witchu Tour was de vijfde tournee van de Amerikaanse singer-songwriter Janet Jackson. Ze toerde ter promotie van haar tiende studioalbum Discipline en het was Jacksons eerste tournee in zeven jaar tijd. Het Japanse gedeelte van de tournee werd geannuleerd door de economische crisis dit leidde tot een zeer korte tournee die alleen Noord-Amerika aandeed. Op 1 november 2008 werd het slotconcert in Madison Square Garden in New York gegeven.
In 2004 werd er al gespeculeerd over een tournee. In 2006, toen haar negende album uitkwam, werd opnieuw over een tournee gespeculeerd. Ditmaal vertelde Jackson zelf in diverse interviews dat ze met de voorbereidingen bezig waren. De naamloze tournee werd abrupt afgezegd toen Jackson gevraagd werd om nieuw materiaal op te nemen. Jackson liet weten:
"I was supposed to go on tour with the last album [...] We were actually in full-blown tour rehearsals at that point ... learning numbers, getting everything together, set designs [...] I had to kind of shut everything down and go into the studio."
Begin 2008 kondigde Jackson, in The Ellen DeGeneres Show, aan dat ze op tournee zou gaan. Het publiek kreeg toen gratis kaartjes voor het concert in het Staples Center in Los Angeles. Tijdens de voorbereidingen werd er een telefoonlijn geopend voor fans die nummers mochten doorgeven die ze wilden horen tijdens de tour. Resultaat: Jackson deed een 2,5 uur durende show met zelfs nummers voor haar "Control"-jaren. Het startsein werd op 10 september gegeven in de Canadese stad Vancouver.

## Het concert
Jackson deed 37 nummers tijdens de 2,5 uur durende show waarin de meeste nummers bestonden uit haar grootste hits. De minder bekende nummers van haar twee eerste albums kwamen ook aan bod en 6 nummers van haar album Discipline werden niet vergeten.
Het podium bestond uit een lange 'catwalk' die vanaf het uiteinde van het podium tot midden in de zaal liep. Dit zorgde ervoor dat ieder persoon in de zaal Janet makkelijk kon zien, hoe hoog of laag ze ook zaten. Binnen in de 'catwalk' was een rij met exclusieve zitplaatsen voor de fans die via de fanclub kaarten hadden bemachtigd. Drie beeldschermen stonden op het podium, de middelste diende voor het uitzenden van verschillende vooraf opgenomen videoclips tijdens het omkleden. Verder waren er beweegbare trappen, stalen kooien en andere onderdelen.
De show begon met een echo die woorden 'riep' vanuit een 'afstand' van de locatie waar het concert was. De woorden: "Janet", "Rock Witchu", "Dance" en "Discipline" werden 'geroepen'. Toen de woorden sneller achter elkaar genoemd werden gingen de lampen aan en stonden een paar dansers, gekleed als astronauten, op het podium. Twee van de dansers stonden naast de twee letters J, die elkaar heen en weer kruisten in het midden van het podium. Op het beeldscherm kwamen sterren, die de Ruimte moest voorstellen. Vlak daarna kwam er rook voor het publiek en kwam Janet op in een gouden astronautenpak en begon met The Pleasure Principle waarna de "Control"-medley volgde en daarna "Feedback".
De pre-"Control"-medley was het meest verrassende gedeelte van het optreden omdat hierin nummers van Janet Jackson en "Dream Street werden gedaan die Janet nooit had opgevoerd tijdens haar tournees. Elke avond werd er op een 'SM-stoel' een man 'verwend' tijdens het nummer "Discipline".
"LUV" en Janets Amerikaanse top-5 hit "Runaway" werden als afsluiter gebruikt.

## Opening Acts
- LL Cool J - geselecteerde locaties
- Nelly - geselecteerde locaties
- DJ Juan - geselecteerde locaties

1. Control Medley:
  1. "The Pleasure Principle"
  2. "Control"
  3. "What Have You Done for Me Lately"
2. "Feedback"
3. "You Want This"
4. "Alright"
5. "Miss You Much"
6. "Never Letchu Go"
7. "Come Back to Me"
8. "Let's Wait Awhile"
9. "Again"
10. "So Excited"
11. "So Much Betta"
12. "Nasty"
13. "All Nite (Don't Stop)"
14. "Rock with U"
15. "Together Again"
16. Pre-Control Medley:
  1. "Young Love"
  2. "Say You Do"
  3. "Don't Stand Another Chance"
17. Tribal Medley:
  1. "Doesn't Really Matter"
  2. "Escapade"
  3. "Love Will Never Do (Without You)"
  4. "When I Think of You"
  5. "All for You"
18. "Got 'til It's Gone"
19. "Call on Me"
20. "That's the Way Love Goes"
21. "I Get Lonely"
22. "Funny How Time Flies (When You're Having Fun)"
23. "Any Time, Any Place"
24. "Discipline"
25. "Black Cat"
26. "If"
27. "Rhythm Nation"
28. "Luv" (met elementen van "Lollipop" van Lil' Wayne)
29. "Runaway"